# منصة الاستماع
يعد برنامج ذا لسننغ بوست برنامجًا للشؤون الجارية ‏ يركز على تحليل وسائل الإعلام ونقدها. يبث البرنامج على قناة الجزيرة الإنجليزية، ويتم تصويره وإنتاجه من مركز الجزيرة الإنجليزية في برج شارد بلندن.

## تاريخ
يعد برنامج "ذا لسننغ بوست" أحد أقدم البرامج على قناة الجزيرة الإنجليزية، حيث تم إطلاقه في عام 2006. وهو برنامج أسبوعي يحلل الشؤون الجارية من خلال دراسة الطرق التي يتم بها الإبلاغ عن القصص والقضايا والأحداث في وسائل الإعلام.
يتخصص البرنامج في تحليل وسائل الإعلام ونقدها ومدى تغطيتها العالمية - مع تقارير تتراوح من سيطرة روبرت مردوخ على وسائل الإعلام في أستراليا، وحرب السرديات الإعلامية بين روسيا والغرب إلى صعود الخطاب المعادي للمسلمين في الهند.
مقدم البرنامج هو ريتشارد جيزبرت ‏. جيزبرت، أحد المحاربين القدامى في شبكة ABC News . قام جيزبرت بتصور العرض وتقديمه للشبكة وتم تجنيده في أبريل 2006، في الفترة التي سبقت إطلاق القناة. وكان من بين المقدمين البدلاء في غياب جيزبرت مذيعة الأخبار السابقة في قناة الجزيرة باربرا سيرا والمنتجة التنفيذية للبرنامج ميناكشي رافي.
غالبًا ما تستضيف محطة ليسننغ بوست منتجيها على الهواء مباشرة في فقرات "Feature" و"Radar". يكتب ويقدم مثل هذه المقاطع طارق نافع، وجوهانا هوز، ونيك مويرهيد، وأحمد ماضي، وفلورنس فيليبس، وميناكشي رافي.
يهدف العرض إلى إلقاء نظرة على صناعة الإعلام العالمية - والتي تمتد من الصحافة إلى الثقافة الشعبية - بعين نقدية وتحليلية. "يهدف برنامج Listening Post إلى مراقبة جميع أشكال الوسائط الإعلامية تقريبًا، من الشبكات إلى المدونين، وإعداد تقارير عما يغطونه أو لا يغطونه." وينقسم العرض إلى أربعة أجزاء رئيسية